# Гуково (хутір)
Гуково — хутір, адміністративний центр Гуково-Гнилушевського сільського поселення Красносулинського району Ростовської області.
Населення — 646 осіб (2010 рік).

## Історія
Хутір засновано 1802 року у глибокій западині на березі річки Гнилуша мешканцями Гундоровської станиці осавулом Герасимовим й сотником Гуковим за указом Військової канцелярії від 13 липня 1802 року. Першими поселенцями були козаки, що отримали земельні наділи за військову службу. Слободу населяли українські селяни.
Гуковська слобода згадується в «Алфавітному списку населених місць Війська Донського» за 1867 рік. До середини 19 сторіччя Гуковська слобода стала центром Гуковської волості. У слободі налічувалося 18 дворів й 114 мешканців.
Родючі землі, поклади кам'яного вугілля, що подекуди виходять на поверхню, пісок й бурі глини, що широко застосовувалися для будівництва, залучали переселенців з густонаселених міст й станиць Області Війська Донського.
До кінця 1880-х років хутір Гуково-Гнилушанський, налічував 89 дворів й 300 душ обох статей. У липні 1885 року 12 хуторян козацького стану, що «мали в цьому році право голосу», звертаються до архієпископа Донського й Новочеркаського Митрофана з проханням дозволити побудувати в хуторі храм в ім'я Миколи Угодника. Хуторянами була придбана стара дерев'яна церква з церковним начинням у слободі Чорнухине Слов'яносербського повіту Катеринославській губернії в . Новий храм освячено 1 березня 1888 року, її першим настоятелем став Дмитро Никольський. Через 90 років церква була реконструйована, ставши цегляної. Оновлену церкву (престол у ній залишився колишній ― дерев'яний) на запрошення отця Олександра розписував відомий московський художник ― Лев Миколайович Шархун.
Незабаром після відкриття Миколаївської церкви в хуторі була відкрита церковно-парафіяльна школа, учнями якої стали близько 80 дітей.
Основним заняттям хуторян завжди було хліборобство; під ці цілі було відведено близько 30 тисяч десятин землі. В хуторі також працювали три вітряних млини, декілька торгових лавок.
З приходом Красної армії в січні 1920 року на хуторі було створено Гуково-Гнилушанську сільську раду, до складу якої увійшли хутори Гуково, Іванівка, Чуєво й Марс.
У лютому 1929 року створено колгосп «Красний партизан», що став одним з перших в Сулинському районі. Спочатку в ньому було всього сім дворів, а через рік через примус репресіями ― 180 дворів. Незгодних «куркулів» репресовано.
У 1930-х роках на хуторі були відбудовані клуб, магазини, семирічна школа. За хутором активно розробляли піщаний кар'єр, з якого вузькоколійною залізницею доставляли пісок на станцію Гуково. Пізніше тут почав працювати невеликий цегельний завод, де обпалювали посуд з глини й виготовляли цеглу. У 1939 році була введена в експлуатацію перша шахта № 39, а в березні 1941 року запрацювала шахта № 3.
На честь 5 солдатів 47-ї гвардійської стрілецької дивізії, що загинули при звільненні хутору від німецьких військ у центрі хутора встановлено пам'ятника.
На початку XXI століття через хутір проходить асфальтна дорога. У центрі відбудовані Будинок культури з бібліотекою, школа, адміністративна будівля з відділенням зв'язку, нові магазини. На околиці хутора працює велика сучасна шахта «Алмазна».

## Географія
Хутір Гуково розташовано на північному заході Красносулинського району Ростовської області, південніше міста Гуково, над річці Гнилуша. Відстань від хутора до міста Красний Сулин — 25 кілометрів.

### Вулиці
- вул. Червонопартизанська,
- вул. Степова.

## Інфраструктура
В хуторі є: 4 мости, 311 приватних подвір'я, 309 приватних підсобних господарств, фельдшерсько-акушерський пункт, середня школа, бібліотека, клуб, церква Миколи Чудотворця.